# Miguel Esteves Cardoso
Miguel Vicente Esteves Cardoso (Lisboa, 25 de Julho de 1955) é um crítico, escritor e jornalista português.

## Infância e juventude
Miguel Esteves Cardoso cresceu no seio de uma família da classe média-alta lisboeta. O pai, Joaquim Esteves Cardoso, de ascendência Judaica Sefardita, foi Oficial Capitão-de-Mar-e-Guerra da Marinha, Cavaleiro da Ordem Militar de Avis a 29 de Setembro de 1952 e Comendador da mesma Ordem a 4 de Outubro de 1961. A mãe, Hazel Diana Smith, era uma Inglesa radicada em Portugal, o que proporcionou a Miguel Esteves Cardoso tornar-se bilingue e lhe deu uma espécie de visão distanciada de Portugal e dos Portugueses.

### Percurso académico
Aluno brilhante, Miguel Esteves Cardoso fez os seus estudos secundários na Saint Julian's School e os superiores fora de Portugal, no Reino Unido. Em 1979, na Universidade de Manchester, licenciou-se em Estudos Políticos. Em 1983 doutorou-se em Filosofia Política, com uma tese que relacionava a saudade e o sebastianismo no Integralismo Lusitano. Posteriormente, voltou a Inglaterra como visiting fellow do St. Antony's College, em Oxford, fazendo um pós-doutoramento em Filosofia Política, sob orientação de Derek Parfit e de Joseph Raz.

## Carreira profissional

### Investigador e professor
Depois de terminar o doutoramento no Reino Unido, Miguel Esteves Cardoso entrou em 1982 para o Instituto de Ciências Sociais da Universidade de Lisboa, como investigador auxiliar.
Pouco depois ingressaria no Instituto Superior de Ciências do Trabalho e da Empresa da Universidade de Lisboa, como professor auxiliar de Sociologia Política. Foi igualmente cofundador do Gabinete de Filosofia do Conhecimento.
Nas duas instituições foi contemporâneo de outros sociólogos conhecidos pela sua participação na vida pública; António Barreto, Vasco Pulido Valente e Maria Filomena Mónica.
No ano de 1988, porém, Miguel Esteves Cardoso decidiu abandonar a carreira académica, para se dedicar à comunicação social, nomeadamente ao jornal O Independente, cuja direção assumiu.

### Cronista e crítico
A partir do contacto estreito com as bandas pós-punk e new wave da editora Factory, tais como Joy Division, New Order, Durutti Column ou The Fall, aquando da sua estada no Reino Unido, «MEC» (como era conhecido pelos fãs) começou por se dar a conhecer como cronista, escrevendo sobre música pop nos jornais Se7e, O Jornal (actual Visão) ou Música & Som. Essas crónicas eram avidamente lidas pelos jovens portugueses, em complemento à transmissão da mesma música em programas como Rock em Stock, de Luís Filipe Barros, ou Rotação, Rolls Rock e Som da Frente, de António Sérgio, na Rádio Renascença e na Rádio Comercial. Também se dedicou à crítica literária e cinematográfica, no Jornal de Letras, Artes e Ideias.
Da imprensa, rapidamente passou a ser presença constante na rádio e na televisão, em parte devido à sua aparência invulgar e desajeitada de jovem intelectual, ingénuo e perverso, e às suas intervenções imprevisíveis, irónicas e irreverentes, às vezes desconcertantes. Na rádio foi autor e coautor de diversos programas de rádio como Trópico de Dança, Aqui Rádio Silêncio, W, Dançatlântico e A Escola do Paraíso, todos na Rádio Comercial. Também colaborou com Herman José, como guionista do programa Humor de Perdição, transmitido pela RTP em 1987.
Estabeleceu polémicas com alguns intelectuais e escritores como Fernando Namora ou Eduardo Prado Coelho.
A convite de Vicente Jorge Silva, tornou-se colaborador do Expresso, onde as suas crónicas satíricas A Causa das Coisas e Os Meus Problemas, conheceram o acompanhamento regular de muitos leitores e o sucesso junto da juventude de classe média.
Já na década de 1990 «MEC» viria a participar em vários talk-shows televisivos, entre os quais o popular A Noite da Má-Lingua (SIC) onde, semanalmente, sob a moderação de Júlia Pinheiro e na companhia de Manuel Serrão, Rui Zink, Rita Blanco, Alberto Pimenta, Luís Coimbra, Constança Cunha e Sá e Graça Lobo, eram satirizadas figuras e situações da vida pública portuguesa e internacional.
No final dos anos 90, por motivos que nunca revelou, Miguel Esteves Cardoso abandonou subitamente os ecrãs televisivos, tornando-se mediaticamente invisível durante bastantes anos. Só reapareceria em 2017, com o programa Fugiram de casa dos seus pais, na RTP.

### Editor musical
Ainda na década de 1980 Esteves Cardoso funda, com Pedro Ayres Magalhães, Ricardo Camacho e Francisco Sande e Castro, a Fundação Atlântica, uma das primeiras editoras independentes portuguesas, produzindo discos de nomes como Sétima Legião, Xutos e Pontapés, Delfins, Paulo Pedro Gonçalves, Anamar e o supracitado Amigos em Portugal dos Durutti Column. Daria também contributo direto à música pop portuguesa como letrista, com Alhur, de Né Ladeiras, e Foram Cardos Foram Prosas (com música de Ricardo Camacho, interpretada por Manuela Moura Guedes).

### Candidato do PPM ao Parlamento Europeu
Monárquico e antieuropeísta convicto, apresentou-se como candidato a deputado ao Parlamento Europeu, em 1987, como independente nas listas do Partido Popular Monárquico, não conseguindo a eleição, mas dando a esse partido o melhor resultado eleitoral de sempre. Recandidata-se em 1989 pelo mesmo partido, tendo uma ligeira queda na votação.

### Diretor deO Independente
Entre finais de 1987 e princípios de 1988 Miguel Esteves Cardoso surge envolvido na criação de um projeto jornalístico novo. Tem a seu lado Paulo Portas, Pedro Paixão e Manuel Falcão. Nascia assim o jornal O Independente, que tinha como diretor Miguel Esteves Cardoso, como diretor-adjunto Paulo Portas e como subdiretor Manuel Falcão.
A edição do jornal cabia à SOCI - Sociedade de Comunicação Independente, S.A., criada em fevereiro de 1988, e presidida por Nobre Guedes, e que tinha como acionistas a Cerexport (Nobre Guedes), Joaquim Silveira (da promotora imobiliária SIL), Carlos Barbosa, Miguel Anadia, Francisco e Pedro Fino e Frederico Mendes de Almeida.
O Independente foi um projeto que influenciou sobremaneira o jornalismo português. Face à imprensa esquerdista que prevalecia na época, assumia-se como um contraponto conservador e elitista, mas simultaneamente libertário e culto. Teve como colaboradores nomes como Agustina Bessa Luís, Vasco Pulido Valente, António Barreto, João Bénard da Costa, Maria Filomena Mónica, Pedro Rolo Duarte, João Miguel Fernandes Jorge, Joaquim Manuel Magalhães, M. S. Lourenço, Maria Afonso Sancho, Leonardo Ferraz de Carvalho, Pedro Ayres Magalhães, Rui Vieira Nery ou Edgar Pêra. Atribuiu uma enorme importância à fotografia, contando com o trabalho de fotógrafos importantes como Inês Gonçalves, Daniel Blaufuks e Augusto Alves da Silva. Enquanto Portas e Helena Sanches Osório faziam estremecer os alicerces do governo de Aníbal Cavaco Silva, com a denúncia semanal e impiedosa de escândalos políticos, «MEC» ocupava-se da parte cultural, no destacável Vida; outras vezes fazia dupla com Paulo Portas em entrevistas a figuras da política e cultura portuguesa.
Em 1991, conforme combinado antes da fundação do jornal, Miguel Esteves Cardoso deixa a direção de O Independente a Paulo Portas, para criar a revista mensal K, financiada pela Valentim de Carvalho e pela SOCI, e, mais tarde, por Carlos Barbosa. Apesar da qualidade gráfica e colaborativa, o projeto acabou ao fim de dois anos, vítima da pouca orientação comercial.
Em 1995, com o final do cavaquismo e a saída de Paulo Portas de O Independente que trocou a direção do jornal pela política ativa no Centro Democrático Social —, O Independente iniciou o seu lento declínio, não obstante o regresso de Esteves Cardoso à direção, em 2000. Com efeito, sairia logo no ano seguinte quando o semanário é comprado e dirigido por Inês Serra Lopes, até ao seu fecho, em 2006.

### Teatro e Literatura
Em 1987 Esteves Cardoso foi incentivado pela atriz Graça Lobo a integrar-se na Companhia de Teatro de Lisboa, o que o levou à dramaturgia. Publicou então Carne Cor-de-Rosa Encarnada (encenada por Carlos Quevedo) no Teatro Villaret, Os Homens (encenado por Graça Lobo) e traduziu várias peças de Samuel Beckett, das quais é digna de menção «Worstward Ho», que ficou com o título de «Pioravante Marche».
Anos mais tarde intensificou a sua relação com a literatura, o que o faz afastar-se do jornalismo. O seu primeiro romance, O Amor É Fodido, publicado em 1994, foi um best-seller, em boa parte devido ao título.
Publicou mais dois romances, A Vida Inteira e O Cemitério de Raparigas e continuou a escrever crónicas em jornais, primeiro n'O Independente, mais tarde no Diário de Notícias. Em 1999, criou também um blogue, chamado Pastilhas, que abandonou em 2002.

### Atualidade
A partir de janeiro de 2006, e até 2009, retomou a sua colaboração com o semanário Expresso.  Desde 2009, escreve uma crónica diária no Público. Em 2013, passou a ser editado pela Porto Editora, que reeditou toda a sua obra. 
Depois de quase duas décadas longe dos ecrãs, protagonizou, com Bruno Nogueira, um programa semanal de conversas e entrevistas, Fugiram de Casa de Seus Pais, transmitido entre 9 de Dezembro de 2017 e 27 de Fevereiro de 2018, nas noites da RTP1.
Desde 2024, apresenta, em conjunto com a mulher, Maria João, um podcast na Antena 1, aos sábados à noite, intitulado A História da Música. 

## Vida pessoal
Casou-se por três vezes, a última das quais em 2000, com Maria João Lopes Pinheiro. Tem duas filhas, Sara e Tristana, do primeiro casamento, a quem os Durutti Column dedicaram um tema com esse título no álbum Amigos em Portugal.
Numa entrevista dada em 2006 Esteves Cardoso reconheceu ter tido problemas com álcool e o uso de cocaína, nos frenéticos tempos em que trabalhou no Independente.  É opositor do Acordo Ortográfico de 1990, gosta de gatos e aprecia a boa gastronomia.

## Obras
- Escrítica Pop (1982)
- A Causa das Coisas (1986)[20]
- Os Meus Problemas (1988)
- Lorelei (1989), esculturas de João Cutileiro
- O Musical: o ciclo de cinema (1989), com João Bénard da Costa
- As Minhas Aventuras na República Portuguesa (1990)
- Último Volume (1991)
- O Amor É Fodido (1994)[21]
- A Vida Inteira (1995)
- Cemitério de Raparigas (1996)
- Explicações de Português (2001)
- Minha Andorinha  (2006)[22]
- Com os Copos (2007)[23]
- Os senhores da Má Língua (2008)[24]
- Em Portugal Não Se Come Mal (2008)[25]
- Como é Linda a Puta da Vida  (2013)[26]
- Amores e Saudades de Um Português Arreliado  (2014)[27]
- No Passado e no Futuro Estamos todos Mortos  (2019)
- Como Escrever (2024)